# Oxyepoecus vivax
Oxyepoecus vivax är en myrart som beskrevs av Kempf 1974. Oxyepoecus vivax ingår i släktet Oxyepoecus och familjen myror. Inga underarter finns listade i Catalogue of Life.